# Otevřené bankovnictví
Otevřené bankovnictví umožňuje sdílení finančních dat mezi bankami a poskytovateli služeb třetích stran pomocí aplikačních programovacích rozhraní (API). Protože základním aktivem každé banky je důvěra klienta a tradičně banky dodržují tzv. bankovní tajemství, uchovávaly historicky banky finanční údaje zákazníků pouze ve svých vlastních a uzavřených systémech. Otevřené bankovnictví umožňuje zákazníkům sdílet svá finanční data elektronicky bezpečně s dalšími oprávněnými organizacemi, jako jsou banky, fintech společnosti, poskytovatelé plateb a dalších služeb.
Otevřené bankovnictví poskytuje majitelům účtů větší transparentnost a kontrolu nad svými daty a umožňuje poskytování nových finančních služeb. Jeho cílem je podpořit konkurenci, inovace a posílení postavení zákazníků v bankovním a finančním sektoru.
První otevřené bankovní regulace zavedla Evropská unie v roce 2015 a od té doby zavedlo otevřené bankovní regulace mnoho dalších zemí.
Mezi hlavní dva přístupy v otevřeném bankovnictví patří:
- Bankovnictví jako služba (Banking-as-a-Service, BaaS)
- Bankovnictví jako platforma (Banking-as-a-Platform, BaaP)

## Historie
Koncept otevřeného bankovnictví byl prozkoumán v rámci hnutí za otevřené inovace, které propagoval Henry Chesbrough a další. Nástup internetového bankovnictví a rozvoj online a digitálních technologií vedl k zájmu o přístup k datům. Jednou z prvních reálných aplikací byla agregace bankovních účtů (tzv. multibanking).
V průběhu roku 2010 bylo otevřené bankovnictví spojeno také s posuny v postojích k problematice vlastnictví dat, které ilustrovaly regulace, jako je GDPR a hnutí pro otevřená data. S otevřeným bankovnictvím se banky mění na platformy finančních služeb, technicky implementované prostřednictvím konceptu bankovnictví jako služby (Banking-as-a-Service, BaaS). 
První skutečný krok přišel v roce 2015, kdy Evropský parlament přijal zrevidovanou směrnici o platebních službách - PSD2.  Zaměřuje se na podporu rozvoje a využívání inovativních online a mobilních plateb prostřednictvím otevřeného bankovnictví.  To zavedlo řadu nových služeb, definic a povinností pro účastníky trhu.
Fintech společnosti to uvítaly. Mezi lety 2015 a 2021 řada různých zemí přijala zákony a předpisy, které nutí tradiční banky poskytovat API přístup k zákaznickým údajům.

## Rizika a kritika
Díky otevřenému bankovnictví otevírají banky svá API fintech společnostem a dalším třetím stranám, což s sebou nese nový typ možných bezpečnostních rizik. Hackeři se mohou zaměřovat na aplikace třetích stran a zaměstnancům by mohla být udělena nadměrná přístupová oprávnění. Podvodní aktéři mohou být schopni oklamat bankovní zákazníky a společnosti třetích stran pomocí phishingových podvodů. 

## Použití a regulace

### Evropská unie

#### Revidovaná směrnice o platebních službách (PSD2)
V říjnu 2015 přijal Evropský parlament revidovanou směrnici o platebních službách (PSD2).  Nová pravidla byla zaměřena na podporu rozvoje a využívání inovativních online a mobilních plateb prostřednictvím otevřeného bankovnictví.  Umožnila vznik mnoha nových služeb, definic ale také povinností pro účastníky finančního trhu.
PSD2 vešla v platnost 13. září 2019. Více než dva roky poté oznámila Evropská komise zahájení přezkumného řízení směrnice.  Dne 18. října 2021 předložila Evropská komise výzvu k poradenství Evropskému orgánu pro bankovnictví (EBA), který publikoval formální stanovisko 23. června 2022. Změny směrnice byly původně naplánovány na čtvrté čtvrtletí roku 2022, k tomu ale ještě nedošlo.

##### Schéma přístupu k SEPA API
Iniciativu SEPA API Access Scheme spustila rada ERPB Evropské centrální banky. (SEPA je Jednotná oblast pro platby v eurech, anglicky Single Euro Payments Area)
Uvedené schéma určuje principy spolupráce a standardní způsoby implementace služeb založených na API, platebních systémech a dalších. Vychází ze služeb PSD2 poskytovaných evropskými bankami a předpokládá že pro třetí strany by tyto základní služby zůstaly bezplatné. Další služby označované jako služby s přidanou hodnotou, prémiové nebo rozšířené, by mohly být poskytovány jako placené.

##### Berlínská skupina
26. října 2020 založila Berlínská skupina novou pracovní skupinu s názvem The Berlin Group openFinance API Framework, která nahradila předchozí pracovní skupinu odpovědnou za vytvoření standardu NextGenPSD2, tato se zaměřuje na standardizaci služeb, které mohou finanční instituce zpřístupnit třetím stranám nebo nových platebních schémat.

#### Standardizace
V Evropské unii normalizační iniciativy zahrnují:
- Český standard pro Open banking (ČOBS) – definovaný pracovní skupinou českých bank v rámci České bankovní asociace.
- NextGenPSD2 – celoevropská standardizační iniciativa provozovaná společností The Berlin Group.
- STET PSD2 standard – vyvinutý francouzským clearingovým ústavem (STET); svým tvarem se standard co nejvíce přiblížil standardu NextGenPSD2 společnosti The Berlin Group v rámci projektu konvergence.
- Slovak Banking API – standardizační projekt zcela řízený Slovenskou bankovní asociací ve spolupráci s Národní bankou Slovenska, zpřístupněný ve formě dokumentace.
- PolishAPI – standard PolishAPI definuje rozhraní pro potřeby služeb poskytovaných třetími stranami na základě přístupu k platebním účtům, tedy služeb zavedených novelizovanou směrnicí o platebních službách na vnitřním trhu (PSD2). Mezi účastníky patří Polská asociace bank, přidružené komerční a družstevní banky a poskytovatelé třetích stran.